# Allagelena
Genre
Allagelena est un genre d'araignées aranéomorphes de la famille des Agelenidae.

## Distribution
Les espèces de ce genre se rencontrent en zones paléarctique et indomalaise.

## Liste des espèces
Selon World Spider Catalog (version 19.0, 02/02/2018) :
- Allagelena bifida (Wang, 1997)
- Allagelena bistriata (Grube, 1861)
- Allagelena difficilis (Fox, 1936)
- Allagelena donggukensis (Kim, 1996)
- Allagelena gracilens (C. L. Koch, 1841)
- Allagelena koreana (Paik, 1965)
- Allagelena monticola Chami-Kranon, Likhitrakarn & Dankittipakul, 2007
- Allagelena opulenta (L. Koch, 1878)
- Allagelena scopulata (Wang, 1991)

## Publication originale
- Zhang, Zhu & Song, 2006 : A new genus of funnel-web spiders, with notes on relationships of the five genera from China (Araneae: Agelenidae). Oriental Insects, vol. 40, no 2, p. 77-89.